# HD34820
HD34820 є хімічно пекулярною зорею спектрального класу
A1 й має видиму зоряну величину в смузі V приблизно  9,3.